# Vluchtig geheugen
Vluchtig geheugen is computergeheugen dat een elektrische spanning nodig heeft om de opgeslagen gegevens te bewaren. Dat betekent dat alle gegevens, die in het geheugen waren opgeslagen op het moment dat de computer werd uitgezet, worden gewist. De meeste RAM-geheugens, van random-access memory, in het bijzonder voor werkgeheugen, zijn vluchtig. De beide vormen van RAM, dynamic random-access memory ( DRAM) en static random-access memory (SRAM), zijn vluchtig. Bij DRAM is alleen het aanleggen van een voedingsspanning nog niet genoeg maar moet het geheugen regelmatig worden ververst. Het tegenovergestelde van vluchtig geheugen is het niet-vluchtige geheugen. Het ringkerngeheugen, een voorbeeld van een RAM-geheugen, was niet-vluchtig.